# Kuurne-Brussel·les-Kuurne 2024
La Kuurne-Brussel·les-Kuurne 2024 va ser la 76a edició de la Kuurne-Brussel·les-Kuurne. Es disputà el 25 de febrer de 2024 sobre un recorregut de 196,4 km amb sortida i arribada a Kuurne.
El vencedor final fou el belga Wout van Aert (Team Visma-Lease a Bike) que s'imposà a l'esprint als seus dos companys d'escapada, el belga Tim Wellens (UAE Team Emirates) i l'espanyol Oier Lazkano (Movistar Team), segon i tercer respectivament.

## Equips
L'organització convidà a 25 equips a prendre part en aquesta cursa, 17 WorldTeams i 8 ProTeams:
| WorldTeams (17)- Alpecin-Deceuninck - Arkéa-B&B Hotels - Astana Qazaqstan Team - Bahrain Victorious - Bora-Hansgrohe - Cofidis - Decathlon-AG2R La Mondiale - Groupama-FDJ - Ineos Grenadiers - Intermarché-Wanty - Lidl-Trek - Movistar Team - Soudal Quick-Step - Team dsm-firmenich PostNL - Team Jayco AlUla - Team Visma \| Lease a Bike - UAE Team Emirates ProTeams (8)- Bingoal WB - Israel-Premier Tech - Lotto Dstny - Q36.5 Pro Cycling Team - Team Flanders-Baloise - TotalEnergies - Tudor Pro Cycling Team - Uno-X Mobility |
| |

## Classificació final
| \| Classificació general \| Classificació general \| Classificació general \| Classificació general \| Classificació general \| \| Corredor \| Corredor \| Equip \| Temps \| \| \| --------------------- \| --------------------- \| -------------------------- \| --------------------- \| --------------------- \| \| 1r \| Wout van Aert \| Team Visma \\| Lease a Bike \| 4h 21' 01" \| \| \| 2n \| Tim Wellens \| UAE Team Emirates \| + 0" \| \| \| 3r \| Oier Lazkano López \| Movistar Team \| + 0" \| \| \| 4t \| Christophe Laporte \| Team Visma \\| Lease a Bike \| + 1' 23" \| \| \| 5è \| Nils Eekhoff \| Team dsm-firmenich PostNL \| + 1' 23" \| \| \| 6è \| Émilien Jeannière \| TotalEnergies \| + 1' 23" \| \| \| 7è \| Luke Lamperti \| Soudal Quick-Step \| + 1' 23" \| \| \| 8è \| Lionel Taminiaux \| Lotto Dstny \| + 1' 23" \| \| \| 9è \| Marius Mayrhofer \| Tudor Pro Cycling Team \| + 1' 23" \| \| \| 10è \| Jasper Stuyven \| Lidl-Trek \| + 1' 23" \| \| |                    |                            |            |
| |                    |                            |            |
| Font: ProCyclingStats |                    |                            |            |
| Classificació general |                    |                            |            |
| Corredor | Corredor           | Equip                      | Temps      |
| 1r | Wout van Aert      | Team Visma \| Lease a Bike | 4h 21' 01" |
| 2n | Tim Wellens        | UAE Team Emirates          | + 0"       |
| 3r | Oier Lazkano López | Movistar Team              | + 0"       |
| 4t | Christophe Laporte | Team Visma \| Lease a Bike | + 1' 23"   |
| 5è | Nils Eekhoff       | Team dsm-firmenich PostNL  | + 1' 23"   |
| 6è | Émilien Jeannière  | TotalEnergies              | + 1' 23"   |
| 7è | Luke Lamperti      | Soudal Quick-Step          | + 1' 23"   |
| 8è | Lionel Taminiaux   | Lotto Dstny                | + 1' 23"   |
| 9è | Marius Mayrhofer   | Tudor Pro Cycling Team     | + 1' 23"   |
| 10è | Jasper Stuyven     | Lidl-Trek                  | + 1' 23"   |

## Llista de participants
| Team Visma \| Lease a Bike TVL | Team Visma \| Lease a Bike TVL  | Team Visma \| Lease a Bike TVL |
| ------------------------------ | ------------------------------- | ------------------------------ |
| Núm                            | Ciclista                        | Pos                            |
| 1                              | Tiesj Benoot (BEL)              | DNF                            |
| 2                              | Wout van Aert (BEL)             | 1r                             |
| 3                              | Dylan van Baarle (NED) (ruta)   | 47è                            |
| 4                              | Matteo Jorgenson (USA)          | 66è                            |
| 5                              | Christophe Laporte (FRA) (ruta) | 4t                             |
| 6                              | Jan Tratnik (SLO)               | 112è                           |
| 7                              | Per Strand Hagenes (NOR)        | 64è                            |

| Soudal Quick-Step SOQ | Soudal Quick-Step SOQ    | Soudal Quick-Step SOQ |
| --------------------- | ------------------------ | --------------------- |
| Núm                   | Ciclista                 | Pos                   |
| 11                    | Julian Alaphilippe (FRA) | 111è                  |
| 12                    | Kasper Asgreen (DEN)     | 88è                   |
| 13                    | Josef Černý (CZE)        | DNF                   |
| 14                    | Yves Lampaert (BEL)      | 27è                   |
| 15                    | Luke Lamperti (USA)      | 7è                    |
| 16                    | Casper Pedersen (DEN)    | 58è                   |
| 17                    | Martin Svrček (SVK)      | DNF                   |

| Lidl-Trek LTK | Lidl-Trek LTK              | Lidl-Trek LTK |
| ------------- | -------------------------- | ------------- |
| Núm           | Ciclista                   | Pos           |
| 21            | Jasper Stuyven (BEL)       | 10è           |
| 22            | Daan Hoole (NED)           | DNF           |
| 23            | Alex Kirsch (LUX) (ruta)   | 15è           |
| 24            | Toms Skujiņš (LAT)         | 17è           |
| 25            | Jonathan Milan (ITA)       | NP            |
| 26            | Edward Theuns (BEL)        | DNF           |
| 27            | Mathias Vacek (CZE) (ruta) | 110è          |

| Bora-Hansgrohe BOH | Bora-Hansgrohe BOH     | Bora-Hansgrohe BOH |
| ------------------ | ---------------------- | ------------------ |
| Núm                | Ciclista               | Pos                |
| 31                 | Bob Jungels (LUX)      | 98è                |
| 32                 | Marco Haller (AUT)     | 72è                |
| 33                 | Emil Herzog (GER)      | DNF                |
| 34                 | Jonas Koch (GER)       | 71è                |
| 35                 | Luis-Joe Lührs (GER)   | DNF                |
| 36                 | Jordi Meeus (BEL)      | 12è                |
| 37                 | Cesare Benedetti (POL) | 82è                |

| Arkéa-B&B Hotels ARK | Arkéa-B&B Hotels ARK  | Arkéa-B&B Hotels ARK |
| -------------------- | --------------------- | -------------------- |
| Núm                  | Ciclista              | Pos                  |
| 41                   | Arnaud Démare (FRA)   | 44è                  |
| 42                   | Luca Mozzato (ITA)    | 84è                  |
| 43                   | Mathis Le Berre (FRA) | 114è                 |
| 44                   | Donavan Grondin (FRA) | 83è                  |
| 45                   | Łukasz Owsian (POL)   | 50è                  |
| 46                   | Alan Riou (FRA)       | DNF                  |
| 47                   | Miles Scotson (AUS)   | 56è                  |

| Decathlon-AG2R La Mondiale DAT | Decathlon-AG2R La Mondiale DAT | Decathlon-AG2R La Mondiale DAT |
| ------------------------------ | ------------------------------ | ------------------------------ |
| Núm                            | Ciclista                       | Pos                            |
| 51                             | Edvald Boasson Hagen (NOR)     | 74è                            |
| 52                             | Dries De Bondt (BEL)           | DNF                            |
| 53                             | Sander De Pestel (BEL)         | 49è                            |
| 54                             | Pierre Gautherat (FRA)         | DNF                            |
| 55                             | Oliver Naesen (BEL)            | 16è                            |
| 56                             | Rasmus Søjberg Pedersen (DEN)  | DNF                            |
| 57                             | Damien Touzé (FRA)             | 20è                            |

| Bahrain Victorious TBV | Bahrain Victorious TBV    | Bahrain Victorious TBV |
| ---------------------- | ------------------------- | ---------------------- |
| Núm                    | Ciclista                  | Pos                    |
| 61                     | Matej Mohorič (SLO)       | 79è                    |
| 62                     | Kamil Gradek (POL)        | DNF                    |
| 63                     | Fran Miholjević (CRO)     | DNF                    |
| 64                     | Matevž Govekar (SLO)      | 78è                    |
| 65                     | Andrea Pasqualon (ITA)    | 46è                    |
| 66                     | Fred Wright (GBR) (ruta)  | 21è                    |
| 67                     | Alberto Bruttomesso (ITA) | DNF                    |

| Intermarché-Wanty IWA | Intermarché-Wanty IWA | Intermarché-Wanty IWA |
| --------------------- | --------------------- | --------------------- |
| Núm                   | Ciclista              | Pos                   |
| 71                    | Vito Braet (BEL)      | 60è                   |
| 72                    | Biniam Girmay (ERI)   | 122è                  |
| 73                    | Madis Mihkels (EST)   | 14è                   |
| 74                    | Hugo Page (FRA)       | DNF                   |
| 75                    | Adrien Petit (FRA)    | 22è                   |
| 76                    | Mike Teunissen (NED)  | 13è                   |
| 77                    | Gerben Thijssen (BEL) | 65è                   |

| Alpecin-Deceuninck ADC | Alpecin-Deceuninck ADC     | Alpecin-Deceuninck ADC |
| ---------------------- | -------------------------- | ---------------------- |
| Núm                    | Ciclista                   | Pos                    |
| 81                     | Jasper Philipsen (BEL)     | 92è                    |
| 82                     | Robbe Ghys (BEL)           | 102è                   |
| 83                     | Søren Kragh Andersen (DEN) | 94è                    |
| 84                     | Timo Kielich (BEL)         | 116è                   |
| 85                     | Senne Leysen (BEL)         | DNF                    |
| 86                     | Juri Hollmann (GER)        | 95è                    |
| 87                     | Edward Planckaert (BEL)    | 117è                   |

| Groupama-FDJ GFC | Groupama-FDJ GFC        | Groupama-FDJ GFC |
| ---------------- | ----------------------- | ---------------- |
| Núm              | Ciclista                | Pos              |
| 91               | Lewis Askey (GBR)       | DNF              |
| 92               | Sven Erik Bystrøm (NOR) | DNF              |
| 93               | Olivier Le Gac (FRA)    | 77è              |
| 94               | Fabian Lienhard (SUI)   | 40è              |
| 95               | Laurence Pithie (NZL)   | 43è              |
| 96               | Clément Russo (FRA)     | 76è              |
| 97               | Samuel Watson (GBR)     | 91è              |

| UAE Team Emirates UAD | UAE Team Emirates UAD     | UAE Team Emirates UAD |
| --------------------- | ------------------------- | --------------------- |
| Núm                   | Ciclista                  | Pos                   |
| 101                   | Tim Wellens (BEL)         | 2n                    |
| 102                   | António Morgado (POR)     | 48è                   |
| 103                   | Álvaro Hodeg Chagui (COL) | DNF                   |
| 104                   | Gibbe Staes (BEL)         | DNF                   |
| 105                   | Nils Politt (GER)         | 26è                   |
| 106                   | Michael Vink (NZL)        | 52è                   |
| 107                   | Filippo Baroncini (ITA)   | 31è                   |

| Astana Qazaqstan Team AST | Astana Qazaqstan Team AST | Astana Qazaqstan Team AST |
| ------------------------- | ------------------------- | ------------------------- |
| Núm                       | Ciclista                  | Pos                       |
| 111                       | Cees Bol (NED)            | DNF                       |
| 112                       | Yevgeniy Fedorov (KAZ)    | 39è                       |
| 113                       | Samuele Battistella (ITA) | DNF                       |
| 114                       | Max Kanter (GER)          | 23è                       |
| 115                       | Ide Schelling (NED)       | 109è                      |
| 116                       | Rüdiger Selig (GER)       | DNF                       |
| 117                       | Max Walker (GBR)          | 81è                       |

| Team dsm-firmenich PostNL DFP | Team dsm-firmenich PostNL DFP | Team dsm-firmenich PostNL DFP |
| ----------------------------- | ----------------------------- | ----------------------------- |
| Núm                           | Ciclista                      | Pos                           |
| 121                           | John Degenkolb (GER)          | 62è                           |
| 122                           | Pavel Bittner (CZE)           | 103è                          |
| 123                           | Nils Eekhoff (NED)            | 5è                            |
| 124                           | Sean Flynn (GBR)              | DNF                           |
| 125                           | Frank van den Broek (NED)     | 55è                           |
| 126                           | Niklas Märkl (GER)            | 104è                          |
| 127                           | Bram Welten (NED)             | DNF                           |

| Ineos Grenadiers IGD | Ineos Grenadiers IGD   | Ineos Grenadiers IGD |
| -------------------- | ---------------------- | -------------------- |
| Núm                  | Ciclista               | Pos                  |
| 131                  | Connor Swift (GBR)     | 63è                  |
| 132                  | Leo Hayter (GBR)       | DNF                  |
| 133                  | Salvatore Puccio (ITA) | 86è                  |
| 134                  | Luke Rowe (GBR)        | 89è                  |
| 136                  | Ben Turner (GBR)       | 19è                  |
| 137                  | Cameron Wurf (AUS)     | DNF                  |

| Lotto Dstny LTD | Lotto Dstny LTD          | Lotto Dstny LTD |
| --------------- | ------------------------ | --------------- |
| Núm             | Ciclista                 | Pos             |
| 141             | Cedric Beullens (BEL)    | 54è             |
| 142             | Jasper De Buyst (BEL)    | 24è             |
| 143             | Arjen Livyns (BEL)       | 93è             |
| 144             | Alec Segaert (BEL)       | 53è             |
| 145             | Lionel Taminiaux (BEL)   | 8è              |
| 146             | Brent Van Moer (BEL)     | 73è             |
| 147             | Victor Campenaerts (BEL) | 101è            |

| Cofidis COF | Cofidis COF                | Cofidis COF |
| ----------- | -------------------------- | ----------- |
| Núm         | Ciclista                   | Pos         |
| 151         | Axel Zingle (FRA)          | 121è        |
| 152         | Piet Allegaert (BEL)       | DNF         |
| 153         | Nicolas Debeaumarché (FRA) | 97è         |
| 154         | Aimé De Gendt (BEL)        | 51è         |
| 155         | Alexis Gougeard (FRA)      | DNF         |
| 156         | Alexis Renard (FRA)        | DNF         |
| 157         | Nolann Mahoudo (FRA)       | DNF         |

| TotalEnergies TEN | TotalEnergies TEN       | TotalEnergies TEN |
| ----------------- | ----------------------- | ----------------- |
| Núm               | Ciclista                | Pos               |
| 161               | Lucas Boniface (FRA)    | 115è              |
| 162               | Thomas Bonnet (FRA)     | DNF               |
| 163               | Thomas Gachignard (FRA) | 96è               |
| 164               | Émilien Jeannière (FRA) | 6è                |
| 165               | Jason Tesson (FRA)      | DNF               |
| 166               | Anthony Turgis (FRA)    | 32è               |
| 167               | Dries Van Gestel (BEL)  | 18è               |

| Team Jayco AlUla JAY | Team Jayco AlUla JAY          | Team Jayco AlUla JAY |
| -------------------- | ----------------------------- | -------------------- |
| Núm                  | Ciclista                      | Pos                  |
| 171                  | Luke Durbridge (AUS)          | 69è                  |
| 172                  | Amund Grøndahl Jansen (NOR)   | 100è                 |
| 173                  | Christopher Juul-Jensen (DEN) | 99è                  |
| 174                  | Blake Quick (AUS)             | DNF                  |
| 175                  | Campbell Stewart (NZL)        | 67è                  |
| 176                  | Max Walscheid (GER)           | 38è                  |
| 177                  | Lawson Craddock (USA)         | DNF                  |

| Movistar Team MOV | Movistar Team MOV                 | Movistar Team MOV |
| ----------------- | --------------------------------- | ----------------- |
| Núm               | Ciclista                          | Pos               |
| 181               | Iván García Cortina (ESP)         | 11è               |
| 182               | Johan Jacobs (SUI)                | 33è               |
| 183               | Oier Lazkano López (ESP) (ruta)   | 3r                |
| 184               | Manlio Moro (ITA)                 | DNF               |
| 185               | Mathias Norsgaard Jørgensen (DEN) | 45è               |
| 186               | Gonzalo Serrano Rodríguez (ESP)   | 41è               |
| 187               | Albert Torres Barceló (ESP)       | DNF               |

| Team Flanders-Baloise TFB | Team Flanders-Baloise TFB | Team Flanders-Baloise TFB |
| ------------------------- | ------------------------- | ------------------------- |
| Núm                       | Ciclista                  | Pos                       |
| 191                       | Kamiel Bonneu (BEL)       | DNF                       |
| 192                       | Lars Craps (BEL)          | 80è                       |
| 193                       | Alex Colman (BEL)         | DNF                       |
| 195                       | Elias Maris (BEL)         | 113è                      |
| 195                       | Jules Hesters (BEL)       | 68è                       |
| 196                       | Dylan Vandenstorme (BEL)  | DNF                       |
| 197                       | Victor Vercouillie (BEL)  | DNF                       |

| Israel-Premier Tech IPT | Israel-Premier Tech IPT | Israel-Premier Tech IPT |
| ----------------------- | ----------------------- | ----------------------- |
| Núm                     | Ciclista                | Pos                     |
| 201                     | Dylan Teuns (BEL)       | 59è                     |
| 202                     | Pier-André Côté (CAN)   | 25è                     |
| 203                     | Hugo Hofstetter (FRA)   | 29è                     |
| 204                     | Krists Neilands (LAT)   | 75è                     |
| 205                     | Riley Pickrell (CAN)    | DNF                     |
| 206                     | Riley Sheehan (USA)     | 37è                     |
| 207                     | Ethan Vernon (GBR)      | DNF                     |

| Uno-X Mobility UXM | Uno-X Mobility UXM          | Uno-X Mobility UXM |
| ------------------ | --------------------------- | ------------------ |
| Núm                | Ciclista                    | Pos                |
| 211                | Alexander Kristoff (NOR)    | 118è               |
| 212                | Jonas Abrahamsen (NOR)      | 120è               |
| 213                | Erik Nordsæter Resell (NOR) | 119è               |
| 214                | William Blume Levy (DEN)    | 70è                |
| 215                | Søren Wærenskjold (NOR)     | 105è               |
| 216                | Louis Bendixen (DEN)        | DNF                |
| 217                | Stian Fredheim (NOR)        | DNF                |

| Bingoal WB BWB | Bingoal WB BWB         | Bingoal WB BWB |
| -------------- | ---------------------- | -------------- |
| Núm            | Ciclista               | Pos            |
| 221            | Louis Blouwe (BEL)     | DNF            |
| 222            | Ceriel Desal (BEL)     | 35è            |
| 223            | Davide Persico (ITA)   | DNF            |
| 224            | Luca Van Boven (BEL)   | 57è            |
| 225            | Kenneth Van Rooy (BEL) | 30è            |
| 226            | Jelle Vermoote (BEL)   | DNF            |
| 227            | Jens Reynders (BEL)    | 36è            |

| Q36.5 Pro Cycling Team Q36 | Q36.5 Pro Cycling Team Q36     | Q36.5 Pro Cycling Team Q36 |
| -------------------------- | ------------------------------ | -------------------------- |
| Núm                        | Ciclista                       | Pos                        |
| 231                        | Tom Devriendt (BEL)            | 61è                        |
| 232                        | Tobias Ludvigsson (SWE)        | 42è                        |
| 233                        | Nicolò Parisini (ITA)          | 28è                        |
| 234                        | Szymon Sajnok (POL)            | 34è                        |
| 235                        | Jannik Steimle (GER)           | 108è                       |
| 236                        | Rory Townsend (IRL)            | 90è                        |
| 237                        | Nickolas Zukowsky (CAN) (ruta) | 107è                       |

| Tudor Pro Cycling Team TUD | Tudor Pro Cycling Team TUD | Tudor Pro Cycling Team TUD |
| -------------------------- | -------------------------- | -------------------------- |
| Núm                        | Ciclista                   | Pos                        |
| 241                        | Tom Bohli (SUI)            | DNF                        |
| 242                        | Miká Heming (GER)          | DNF                        |
| 243                        | Robin Froidevaux (SUI)     | 87è                        |
| 244                        | Petr Kelemen (CZE)         | DNF                        |
| 245                        | Alexander Krieger (GER)    | 106è                       |
| 246                        | Marius Mayrhofer (GER)     | 9è                         |
| 247                        | Matteo Trentin (ITA)       | 85è                        |

| Team Visma \| Lease a Bike TVL | Team Visma \| Lease a Bike TVL  | Team Visma \| Lease a Bike TVL |
| ------------------------------ | ------------------------------- | ------------------------------ |
| Núm                            | Ciclista                        | Pos                            |
| 1                              | Tiesj Benoot (BEL)              | DNF                            |
| 2                              | Wout van Aert (BEL)             | 1r                             |
| 3                              | Dylan van Baarle (NED) (ruta)   | 47è                            |
| 4                              | Matteo Jorgenson (USA)          | 66è                            |
| 5                              | Christophe Laporte (FRA) (ruta) | 4t                             |
| 6                              | Jan Tratnik (SLO)               | 112è                           |
| 7                              | Per Strand Hagenes (NOR)        | 64è                            |

| Soudal Quick-Step SOQ | Soudal Quick-Step SOQ    | Soudal Quick-Step SOQ |
| --------------------- | ------------------------ | --------------------- |
| Núm                   | Ciclista                 | Pos                   |
| 11                    | Julian Alaphilippe (FRA) | 111è                  |
| 12                    | Kasper Asgreen (DEN)     | 88è                   |
| 13                    | Josef Černý (CZE)        | DNF                   |
| 14                    | Yves Lampaert (BEL)      | 27è                   |
| 15                    | Luke Lamperti (USA)      | 7è                    |
| 16                    | Casper Pedersen (DEN)    | 58è                   |
| 17                    | Martin Svrček (SVK)      | DNF                   |

| Lidl-Trek LTK | Lidl-Trek LTK              | Lidl-Trek LTK |
| ------------- | -------------------------- | ------------- |
| Núm           | Ciclista                   | Pos           |
| 21            | Jasper Stuyven (BEL)       | 10è           |
| 22            | Daan Hoole (NED)           | DNF           |
| 23            | Alex Kirsch (LUX) (ruta)   | 15è           |
| 24            | Toms Skujiņš (LAT)         | 17è           |
| 25            | Jonathan Milan (ITA)       | NP            |
| 26            | Edward Theuns (BEL)        | DNF           |
| 27            | Mathias Vacek (CZE) (ruta) | 110è          |

| Bora-Hansgrohe BOH | Bora-Hansgrohe BOH     | Bora-Hansgrohe BOH |
| ------------------ | ---------------------- | ------------------ |
| Núm                | Ciclista               | Pos                |
| 31                 | Bob Jungels (LUX)      | 98è                |
| 32                 | Marco Haller (AUT)     | 72è                |
| 33                 | Emil Herzog (GER)      | DNF                |
| 34                 | Jonas Koch (GER)       | 71è                |
| 35                 | Luis-Joe Lührs (GER)   | DNF                |
| 36                 | Jordi Meeus (BEL)      | 12è                |
| 37                 | Cesare Benedetti (POL) | 82è                |

| Arkéa-B&B Hotels ARK | Arkéa-B&B Hotels ARK  | Arkéa-B&B Hotels ARK |
| -------------------- | --------------------- | -------------------- |
| Núm                  | Ciclista              | Pos                  |
| 41                   | Arnaud Démare (FRA)   | 44è                  |
| 42                   | Luca Mozzato (ITA)    | 84è                  |
| 43                   | Mathis Le Berre (FRA) | 114è                 |
| 44                   | Donavan Grondin (FRA) | 83è                  |
| 45                   | Łukasz Owsian (POL)   | 50è                  |
| 46                   | Alan Riou (FRA)       | DNF                  |
| 47                   | Miles Scotson (AUS)   | 56è                  |

| Decathlon-AG2R La Mondiale DAT | Decathlon-AG2R La Mondiale DAT | Decathlon-AG2R La Mondiale DAT |
| ------------------------------ | ------------------------------ | ------------------------------ |
| Núm                            | Ciclista                       | Pos                            |
| 51                             | Edvald Boasson Hagen (NOR)     | 74è                            |
| 52                             | Dries De Bondt (BEL)           | DNF                            |
| 53                             | Sander De Pestel (BEL)         | 49è                            |
| 54                             | Pierre Gautherat (FRA)         | DNF                            |
| 55                             | Oliver Naesen (BEL)            | 16è                            |
| 56                             | Rasmus Søjberg Pedersen (DEN)  | DNF                            |
| 57                             | Damien Touzé (FRA)             | 20è                            |

| Bahrain Victorious TBV | Bahrain Victorious TBV    | Bahrain Victorious TBV |
| ---------------------- | ------------------------- | ---------------------- |
| Núm                    | Ciclista                  | Pos                    |
| 61                     | Matej Mohorič (SLO)       | 79è                    |
| 62                     | Kamil Gradek (POL)        | DNF                    |
| 63                     | Fran Miholjević (CRO)     | DNF                    |
| 64                     | Matevž Govekar (SLO)      | 78è                    |
| 65                     | Andrea Pasqualon (ITA)    | 46è                    |
| 66                     | Fred Wright (GBR) (ruta)  | 21è                    |
| 67                     | Alberto Bruttomesso (ITA) | DNF                    |

| Intermarché-Wanty IWA | Intermarché-Wanty IWA | Intermarché-Wanty IWA |
| --------------------- | --------------------- | --------------------- |
| Núm                   | Ciclista              | Pos                   |
| 71                    | Vito Braet (BEL)      | 60è                   |
| 72                    | Biniam Girmay (ERI)   | 122è                  |
| 73                    | Madis Mihkels (EST)   | 14è                   |
| 74                    | Hugo Page (FRA)       | DNF                   |
| 75                    | Adrien Petit (FRA)    | 22è                   |
| 76                    | Mike Teunissen (NED)  | 13è                   |
| 77                    | Gerben Thijssen (BEL) | 65è                   |

| Alpecin-Deceuninck ADC | Alpecin-Deceuninck ADC     | Alpecin-Deceuninck ADC |
| ---------------------- | -------------------------- | ---------------------- |
| Núm                    | Ciclista                   | Pos                    |
| 81                     | Jasper Philipsen (BEL)     | 92è                    |
| 82                     | Robbe Ghys (BEL)           | 102è                   |
| 83                     | Søren Kragh Andersen (DEN) | 94è                    |
| 84                     | Timo Kielich (BEL)         | 116è                   |
| 85                     | Senne Leysen (BEL)         | DNF                    |
| 86                     | Juri Hollmann (GER)        | 95è                    |
| 87                     | Edward Planckaert (BEL)    | 117è                   |

| Groupama-FDJ GFC | Groupama-FDJ GFC        | Groupama-FDJ GFC |
| ---------------- | ----------------------- | ---------------- |
| Núm              | Ciclista                | Pos              |
| 91               | Lewis Askey (GBR)       | DNF              |
| 92               | Sven Erik Bystrøm (NOR) | DNF              |
| 93               | Olivier Le Gac (FRA)    | 77è              |
| 94               | Fabian Lienhard (SUI)   | 40è              |
| 95               | Laurence Pithie (NZL)   | 43è              |
| 96               | Clément Russo (FRA)     | 76è              |
| 97               | Samuel Watson (GBR)     | 91è              |

| UAE Team Emirates UAD | UAE Team Emirates UAD     | UAE Team Emirates UAD |
| --------------------- | ------------------------- | --------------------- |
| Núm                   | Ciclista                  | Pos                   |
| 101                   | Tim Wellens (BEL)         | 2n                    |
| 102                   | António Morgado (POR)     | 48è                   |
| 103                   | Álvaro Hodeg Chagui (COL) | DNF                   |
| 104                   | Gibbe Staes (BEL)         | DNF                   |
| 105                   | Nils Politt (GER)         | 26è                   |
| 106                   | Michael Vink (NZL)        | 52è                   |
| 107                   | Filippo Baroncini (ITA)   | 31è                   |

| Astana Qazaqstan Team AST | Astana Qazaqstan Team AST | Astana Qazaqstan Team AST |
| ------------------------- | ------------------------- | ------------------------- |
| Núm                       | Ciclista                  | Pos                       |
| 111                       | Cees Bol (NED)            | DNF                       |
| 112                       | Yevgeniy Fedorov (KAZ)    | 39è                       |
| 113                       | Samuele Battistella (ITA) | DNF                       |
| 114                       | Max Kanter (GER)          | 23è                       |
| 115                       | Ide Schelling (NED)       | 109è                      |
| 116                       | Rüdiger Selig (GER)       | DNF                       |
| 117                       | Max Walker (GBR)          | 81è                       |

| Team dsm-firmenich PostNL DFP | Team dsm-firmenich PostNL DFP | Team dsm-firmenich PostNL DFP |
| ----------------------------- | ----------------------------- | ----------------------------- |
| Núm                           | Ciclista                      | Pos                           |
| 121                           | John Degenkolb (GER)          | 62è                           |
| 122                           | Pavel Bittner (CZE)           | 103è                          |
| 123                           | Nils Eekhoff (NED)            | 5è                            |
| 124                           | Sean Flynn (GBR)              | DNF                           |
| 125                           | Frank van den Broek (NED)     | 55è                           |
| 126                           | Niklas Märkl (GER)            | 104è                          |
| 127                           | Bram Welten (NED)             | DNF                           |

| Ineos Grenadiers IGD | Ineos Grenadiers IGD   | Ineos Grenadiers IGD |
| -------------------- | ---------------------- | -------------------- |
| Núm                  | Ciclista               | Pos                  |
| 131                  | Connor Swift (GBR)     | 63è                  |
| 132                  | Leo Hayter (GBR)       | DNF                  |
| 133                  | Salvatore Puccio (ITA) | 86è                  |
| 134                  | Luke Rowe (GBR)        | 89è                  |
| 136                  | Ben Turner (GBR)       | 19è                  |
| 137                  | Cameron Wurf (AUS)     | DNF                  |

| Lotto Dstny LTD | Lotto Dstny LTD          | Lotto Dstny LTD |
| --------------- | ------------------------ | --------------- |
| Núm             | Ciclista                 | Pos             |
| 141             | Cedric Beullens (BEL)    | 54è             |
| 142             | Jasper De Buyst (BEL)    | 24è             |
| 143             | Arjen Livyns (BEL)       | 93è             |
| 144             | Alec Segaert (BEL)       | 53è             |
| 145             | Lionel Taminiaux (BEL)   | 8è              |
| 146             | Brent Van Moer (BEL)     | 73è             |
| 147             | Victor Campenaerts (BEL) | 101è            |

| Cofidis COF | Cofidis COF                | Cofidis COF |
| ----------- | -------------------------- | ----------- |
| Núm         | Ciclista                   | Pos         |
| 151         | Axel Zingle (FRA)          | 121è        |
| 152         | Piet Allegaert (BEL)       | DNF         |
| 153         | Nicolas Debeaumarché (FRA) | 97è         |
| 154         | Aimé De Gendt (BEL)        | 51è         |
| 155         | Alexis Gougeard (FRA)      | DNF         |
| 156         | Alexis Renard (FRA)        | DNF         |
| 157         | Nolann Mahoudo (FRA)       | DNF         |

| TotalEnergies TEN | TotalEnergies TEN       | TotalEnergies TEN |
| ----------------- | ----------------------- | ----------------- |
| Núm               | Ciclista                | Pos               |
| 161               | Lucas Boniface (FRA)    | 115è              |
| 162               | Thomas Bonnet (FRA)     | DNF               |
| 163               | Thomas Gachignard (FRA) | 96è               |
| 164               | Émilien Jeannière (FRA) | 6è                |
| 165               | Jason Tesson (FRA)      | DNF               |
| 166               | Anthony Turgis (FRA)    | 32è               |
| 167               | Dries Van Gestel (BEL)  | 18è               |

| Team Jayco AlUla JAY | Team Jayco AlUla JAY          | Team Jayco AlUla JAY |
| -------------------- | ----------------------------- | -------------------- |
| Núm                  | Ciclista                      | Pos                  |
| 171                  | Luke Durbridge (AUS)          | 69è                  |
| 172                  | Amund Grøndahl Jansen (NOR)   | 100è                 |
| 173                  | Christopher Juul-Jensen (DEN) | 99è                  |
| 174                  | Blake Quick (AUS)             | DNF                  |
| 175                  | Campbell Stewart (NZL)        | 67è                  |
| 176                  | Max Walscheid (GER)           | 38è                  |
| 177                  | Lawson Craddock (USA)         | DNF                  |

| Movistar Team MOV | Movistar Team MOV                 | Movistar Team MOV |
| ----------------- | --------------------------------- | ----------------- |
| Núm               | Ciclista                          | Pos               |
| 181               | Iván García Cortina (ESP)         | 11è               |
| 182               | Johan Jacobs (SUI)                | 33è               |
| 183               | Oier Lazkano López (ESP) (ruta)   | 3r                |
| 184               | Manlio Moro (ITA)                 | DNF               |
| 185               | Mathias Norsgaard Jørgensen (DEN) | 45è               |
| 186               | Gonzalo Serrano Rodríguez (ESP)   | 41è               |
| 187               | Albert Torres Barceló (ESP)       | DNF               |

| Team Flanders-Baloise TFB | Team Flanders-Baloise TFB | Team Flanders-Baloise TFB |
| ------------------------- | ------------------------- | ------------------------- |
| Núm                       | Ciclista                  | Pos                       |
| 191                       | Kamiel Bonneu (BEL)       | DNF                       |
| 192                       | Lars Craps (BEL)          | 80è                       |
| 193                       | Alex Colman (BEL)         | DNF                       |
| 195                       | Elias Maris (BEL)         | 113è                      |
| 195                       | Jules Hesters (BEL)       | 68è                       |
| 196                       | Dylan Vandenstorme (BEL)  | DNF                       |
| 197                       | Victor Vercouillie (BEL)  | DNF                       |

| Israel-Premier Tech IPT | Israel-Premier Tech IPT | Israel-Premier Tech IPT |
| ----------------------- | ----------------------- | ----------------------- |
| Núm                     | Ciclista                | Pos                     |
| 201                     | Dylan Teuns (BEL)       | 59è                     |
| 202                     | Pier-André Côté (CAN)   | 25è                     |
| 203                     | Hugo Hofstetter (FRA)   | 29è                     |
| 204                     | Krists Neilands (LAT)   | 75è                     |
| 205                     | Riley Pickrell (CAN)    | DNF                     |
| 206                     | Riley Sheehan (USA)     | 37è                     |
| 207                     | Ethan Vernon (GBR)      | DNF                     |

| Uno-X Mobility UXM | Uno-X Mobility UXM          | Uno-X Mobility UXM |
| ------------------ | --------------------------- | ------------------ |
| Núm                | Ciclista                    | Pos                |
| 211                | Alexander Kristoff (NOR)    | 118è               |
| 212                | Jonas Abrahamsen (NOR)      | 120è               |
| 213                | Erik Nordsæter Resell (NOR) | 119è               |
| 214                | William Blume Levy (DEN)    | 70è                |
| 215                | Søren Wærenskjold (NOR)     | 105è               |
| 216                | Louis Bendixen (DEN)        | DNF                |
| 217                | Stian Fredheim (NOR)        | DNF                |

| Bingoal WB BWB | Bingoal WB BWB         | Bingoal WB BWB |
| -------------- | ---------------------- | -------------- |
| Núm            | Ciclista               | Pos            |
| 221            | Louis Blouwe (BEL)     | DNF            |
| 222            | Ceriel Desal (BEL)     | 35è            |
| 223            | Davide Persico (ITA)   | DNF            |
| 224            | Luca Van Boven (BEL)   | 57è            |
| 225            | Kenneth Van Rooy (BEL) | 30è            |
| 226            | Jelle Vermoote (BEL)   | DNF            |
| 227            | Jens Reynders (BEL)    | 36è            |

| Q36.5 Pro Cycling Team Q36 | Q36.5 Pro Cycling Team Q36     | Q36.5 Pro Cycling Team Q36 |
| -------------------------- | ------------------------------ | -------------------------- |
| Núm                        | Ciclista                       | Pos                        |
| 231                        | Tom Devriendt (BEL)            | 61è                        |
| 232                        | Tobias Ludvigsson (SWE)        | 42è                        |
| 233                        | Nicolò Parisini (ITA)          | 28è                        |
| 234                        | Szymon Sajnok (POL)            | 34è                        |
| 235                        | Jannik Steimle (GER)           | 108è                       |
| 236                        | Rory Townsend (IRL)            | 90è                        |
| 237                        | Nickolas Zukowsky (CAN) (ruta) | 107è                       |

| Tudor Pro Cycling Team TUD | Tudor Pro Cycling Team TUD | Tudor Pro Cycling Team TUD |
| -------------------------- | -------------------------- | -------------------------- |
| Núm                        | Ciclista                   | Pos                        |
| 241                        | Tom Bohli (SUI)            | DNF                        |
| 242                        | Miká Heming (GER)          | DNF                        |
| 243                        | Robin Froidevaux (SUI)     | 87è                        |
| 244                        | Petr Kelemen (CZE)         | DNF                        |
| 245                        | Alexander Krieger (GER)    | 106è                       |
| 246                        | Marius Mayrhofer (GER)     | 9è                         |
| 247                        | Matteo Trentin (ITA)       | 85è                        |